# Stipa chrysophylla
Stipa chrysophylla är en gräsart som beskrevs av Étienne-Émile Desvaux. Stipa chrysophylla ingår i släktet fjädergrässläktet, och familjen gräs. Inga underarter finns listade i Catalogue of Life.